# Seilbahn Budapest
| Seilbahn Budapest | Seilbahn Budapest                |
| ----------------- | -------------------------------- |
|                   |                                  |
| Lage:             | Budapest, Ungarn                 |
| Gebirge:          | Budaer Berge                     |
| Gesamtlänge:      | 1056,35 m                        |
| Höhendifferenz:   | 262,26 m                         |
| Seilbahntyp:      | Sesselbahn                       |
| Talstation:       | 47° 30′ 57,1″ N, 18° 57′ 37,7″ O |
| Bergstation:      | 47° 30′ 59,8″ N, 18° 58′ 28,1″ O |
| Dauer:            | 12 Minuten                       |
| Eröffnung:        | 20. August 1970                  |

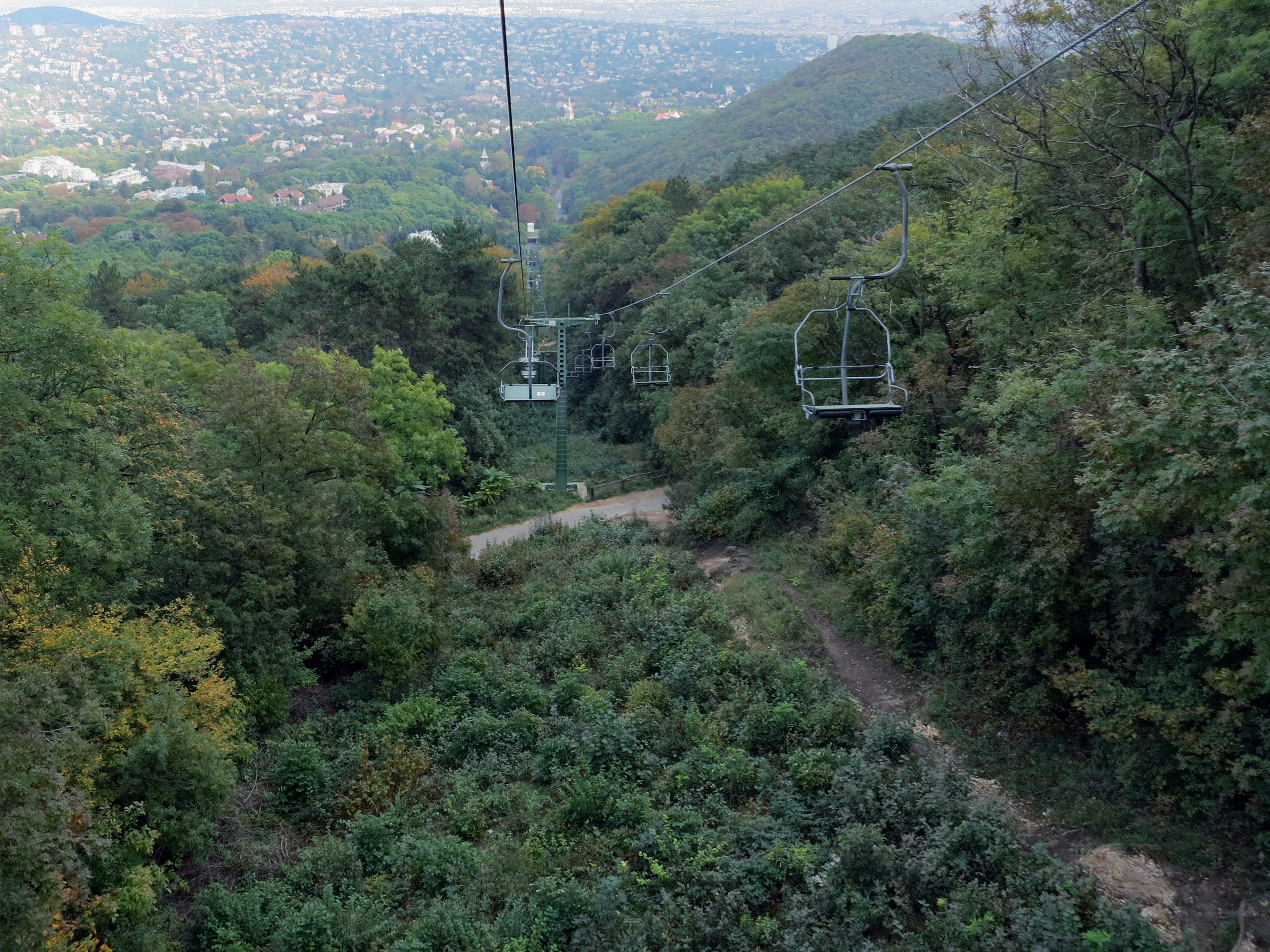
Ansicht von 2014

Die Seilbahn Budapest (ungarisch Budapesti libegő, kurz Libegő) ist eine Luftseilbahn in Budapest. Sie verbindet seit ihrer Eröffnung 1970 den Budapester Stadtteil Zugliget (dt. Auwinkel) im XII. Bezirk (Hegyvidék) mit dem Jánoshegy (dt. Johannesberg).

## Geschichte
Planungen für eine Seilbahn auf den Johannesberg gab es bereits in den 1930er Jahren von István Hantos. Zu dieser Zeit konnte der Berg nur in einer anderthalbstündigen Wanderung bestiegen werden. Die Planungen, bei denen auch das deutsche Seilbahnunternehmen Adolf Bleichert & Co. konsultiert wurde, liefen bis 1939. Wegen des Kriegsausbruchs im selben Jahr mussten die Arbeiten jedoch kurz nach Baubeginn auf unbestimmte Zeit unterbrochen werden. Nach dem Zweiten Weltkrieg wurden die Pläne neu aufgenommen, und sogar ein ganzes Netz an Seilbahnen für Budapest wurde geplant. Jedoch mangelte es an Geld und auf dem Johannesberg wurde in den 1950er Jahren eine Nachrichtenstation der Armee eingerichtet.
Erst 1967 entschied sich der Rat des XII. Budapester Bezirks zum Bau. Mehrere Pläne entstanden, die jeweils entweder eine Gondelbahn oder eine Sesselbahn vorsahen. Schließlich entschied man sich für letztere, und die Bauarbeiten begannen am 24. März 1969. Während die speziellen Drahtseile und die Sessel in Österreich angefertigt wurden, entstanden die übrigen Materialien in Ungarn. Die Seilbahn wurde am 20. August 1970, dem Nationalfeiertag Ungarns, eröffnet.

## Galerie

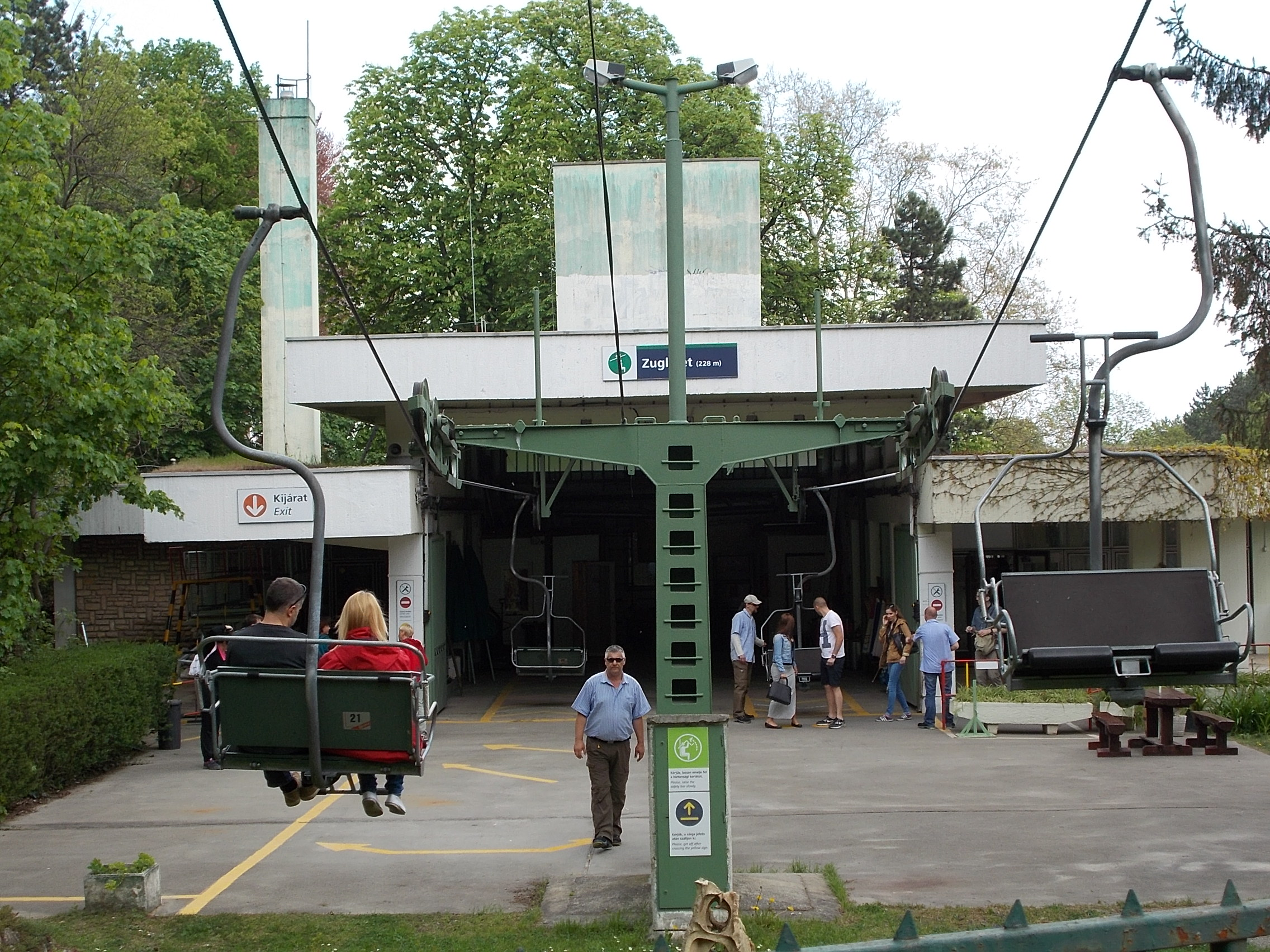
Talstation
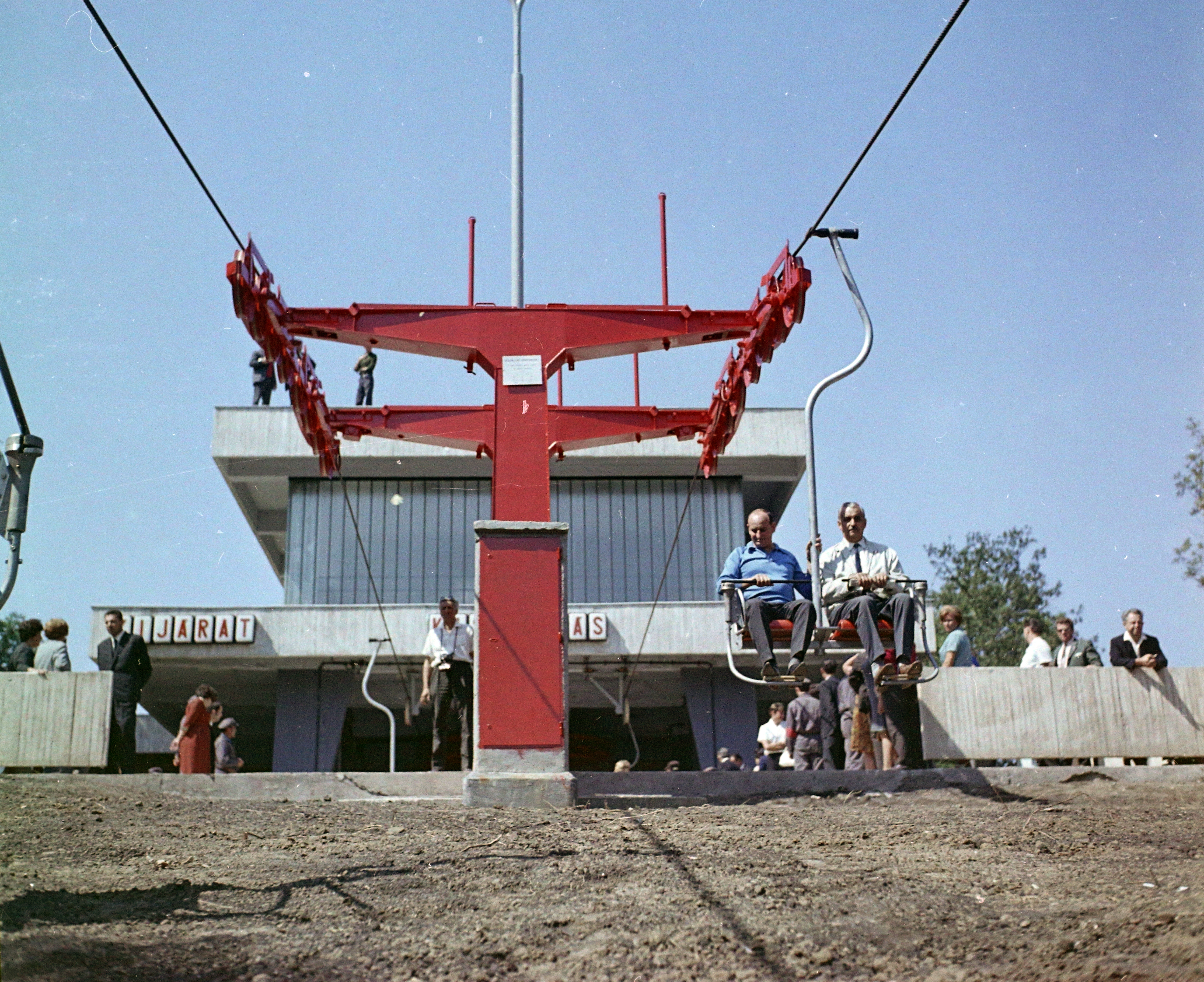
Bergstation, 1970